# Akaki Chkhenkeli
Akaki Chkhenkeli (n. 19 mai 1874, Okumi⁠(d), Tkvarcheli District⁠(d), Respublika Abhazia – d. 5 ianuarie 1959, Paris, Franța) a fost un politician social-democrat, avocat și publicist georgian.
A fost un socialist menșevic, unul dintre liderii atât din Rusia, cât și din Georgia. În 1912 a fost ales deputat al Imperiului Rus din districtele Batumi-Karsi și Sokhumi-Okruk. A fost inclus în fracțiunea social-democrată a Dumei de Stat. A fost unul dintre primii menșevici georgieni care au înaintatea cererea de autonomie națională și culturală a Georgiei.
În 1914 a participat la reuniunea de la Bruxelles, convocată de Biroul Social-Democrat Internațional. În 1917 a fost reprezentant temporar al guvernului în Transcaucazia, în calitate de comandant al Comitetului Special al Transcaucaziei. Între 1917-1918 a fost membru al Consiliului Național Georgian și al Comitetului Executiv al acestuia, precum și membru al Consiliului fondator al Georgiei (1919-1921) din partea Partidului Social Democrat din Georgia. A fost ministru al afacerilor interne al Comisariatului Transcaucazian în perioada 1917-1918. În aprilie 1918 a fost șeful guvernului Republicii Democratice Federative a Transcaucaziei.
A fost numit ministru al afacerilor externe al Republicii Democrate Georgia între 1918-1921. Anul 1921 este și anul în care a fost nevoit să emigreze în Occident. 

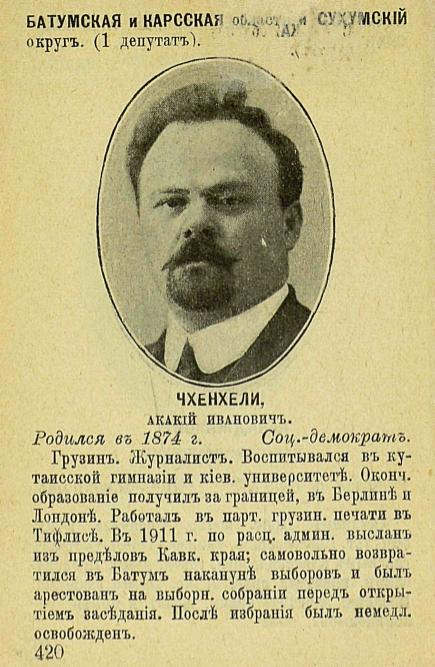
Akaki Chkhenkeli, membru al Dumei de Stat a Imperiului Rus